# کراسبی ۲۸۲۵
سیارک ۲۸۲۵ (به انگلیسی: 2825 Crosby، نامگذاری:1938SD1) دو هزار و هشتصد و بیست و پنجمین سیارک کشف شده‌است که در ۱۹ سپتامبر ۱۹۳۸ کشف شد.
قدر مطلق سیارک برابر ۱۳٫۴۰ است.